# Ceratinia gabriella
Ceratinia gabriella är en fjärilsart som beskrevs av Felix Bryk 1953. Ceratinia gabriella ingår i släktet Ceratinia och familjen praktfjärilar. Inga underarter finns listade i Catalogue of Life.